# Dmitrivka (Sloviansk)
Dmítrivka o Dmítrovka (en ucraniano: Дмитрівка, en ruso: Дмитровка) es un poblado del raión de Sloviansk, en el óblast de Donetsk, Ucrania.